# Dones en la Revolució Francesa
Des de finals del segle xx, els historiadors han debatut sobre la participació les dones en la Revolució Francesa i quina repercussió a llarg termini va tenir sobre les dones franceses. Les dones no tenien drets polítics a la França pre-revolucionària; se les consideraven ciutadanes «passives», obligades a confiar en els homes per determinar què era millor per a elles. Això va canviar notablement en teoria, ja que aparentment hi va haver grans avenços en el feminisme, que va sorgir a París com a part d'una àmplia demanda de reforma social i política.
La Revolució Francesa (1789-1799) tenia com a objectiu alliberar França de prejudicis i discriminacions de l'Antic Règim, amb el seu lema: Llibertat, igualtat i fraternitat. Les dones van exigir la igualtat entre els homes i després van passar a una demanda per acabar amb la dominació masculina. El seu principal vehicle d'agitació eren els pamflets i els clubs de dones, especialment la Societat de les Republicanes Revolucionàries (Société des républicaines révolutionnaires).
No obstant això, durant el transcurs dels fets, les dones van acabar quedant fora de la revolució. La revolució francesa tenia com a base ideològica diversos filòsofs de la il·lustració, que van concebre idees com ara que «l'home i la dona són éssers complementaris, l'home essent superior a la dona, ja que ell es deixa portar per la raó mentre ella ho fa per l'úter». Rousseau, un dels filòsofs més importants de l'època, va caracteritzar la dona com a «especialment creada per complaure l'home», i reitera el seu paper com a submisa i obedient. Per a la regeneració de costums destruïts per l'excessiu luxe, la dissimulació i els vicis de l'aristocràcia, la conducta de la dona «hauria de ser el més discreta possible i dedicada a la maternitat republicana».

La llibertat guiant el poble al capdavant de la revolució francesa de 1830
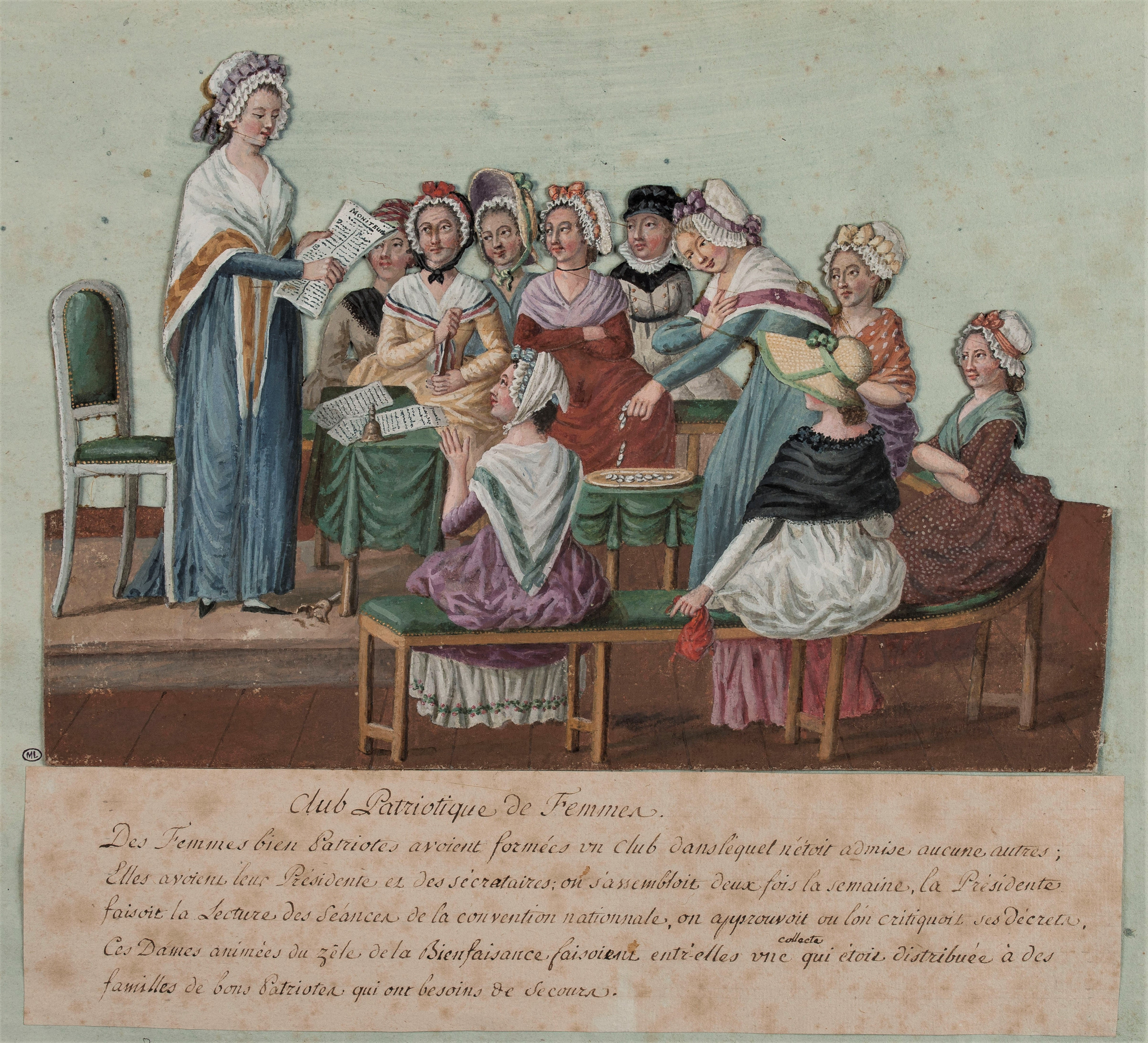
Club de dones patriòtiques. Dibuix de Jean-Baptiste Lesueur, 1791. Museu Carnavalet

L'element jacobí (més radical) al poder va abolir tots els clubs femenins l'octubre de 1793 i va arrestar les seves líders. El moviment va ser aixafat. Devance explica la decisió en termes de l'èmfasi en la masculinitat en temps de guerra, la mala reputació de Maria Antoineta per la interferència femenina en els assumptes estatals i la supremacia tradicional masculina. Una dècada més tard, el Codi napoleònic va confirmar i perpetuar la condició de les dones com «segona classe».

## Els rols tradicionals de les dones
Les dones no tenien drets polítics a la França pre-revolucionària; no podien votar ni ocupar cap càrrec polític. Se les consideraven ciutadanes «passives», obligades a dependre dels homes per determinar què era millor per a elles. Van ser els homes els qui van definir aquestes categories i les dones es van veure obligades a acceptar la dominació masculina en l'àmbit polític.
Es va ensenyar a les dones a estar compromeses amb els seus marits i «tots els seus interessos ... [per mostrar] atenció i cura ... [i] fervor sincer i discret per la seva salvació». L'educació d'una dona sovint consistia en aprendre a ser una bona esposa i mare; en conseqüència, no es suposava que les dones estiguessin implicades en l'àmbit polític, ja que el límit de la seva influència era la criança de futurs ciutadans. El paper servicial de les dones anteriors a la revolució va ser potser millor exemplificat pel Codi de Frederic, publicat el 1761 i atacat per filòsofs i publicacions de la il·lustració.
L'Encyclopédie, molt influent a la dècada del 1750, va fixar el to de la Il·lustració, i les seves idees van exercir una influència sobre la posterior Revolució a França. Louis de Jaucourt va escriure diversos articles sobre les dones a la societat i va criticar que «seria difícil demostrar que la regla del marit prové de la naturalesa, ja que aquest principi és contrari a la igualtat humana natural ... un home no té invariablement més força del cos, de la saviesa, de la ment o de la conducta que una dona ... L'exemple d'Anglaterra i Rússia demostra clarament que les dones poden tenir èxit en un govern moderat i despòtic ... ».
Una de les majors influències que preveien les transformacions revolucionàries i republicanes en els rols de les dones va ser el tractat educatiu de Jean-Jacques Rousseau, Emile (1762). Alguns homes liberals van defensar la igualtat de drets per a les dones, inclòs el sufragi femení. Nicolas de Condorcet es va destacar especialment per la seva defensa, en els seus articles publicats al Journal de la Société de 1789 i en publicar De l'admission des femmes au droit de cité (De l'admissió de les dones al dret de ciutadania) el 1790.

## Les reivindicacions de les dones

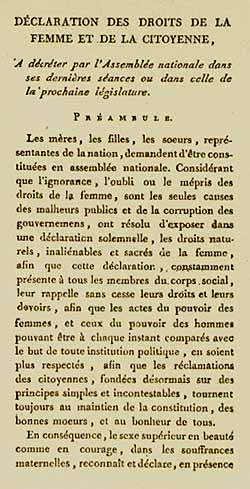
Declaració dels Drets de la Dona i de la Ciutadana, 1791

Durant tot l'Antic Règim, es considerava que les dones eren incapacitades moral i intel·lectualment i, per tant, necessitaven viure sota la tutela d'un home. Per aquest motiu, les grans lluites de les dones van ser pels drets civils, la ciutadania, la política i el dret al divorci. Quan el rei Lluís XVI va demanar a tots els francesos que transmetessin les seves queixes a través dels Cahiers de Doléances (Llibres de queixes), les dones franceses es van manifestar demanant més educació, oportunitats laborals, independència i autonomia, reiterant en els seus escrits (anònims o signats), la necessitat de la moral i les bones maneres de reformar la societat francesa. El màxim exponent femení de la literatura que va defensar aquestes reivindicacions va ser la feminista Olympe de Gouges (1748 - 1793), qui va estar sempre present en la lluita revolucionària i va escriure el 1791 la Declaració dels Drets de la Dona i de la Ciutadana.
També tenim la baronessa neerlandesa Etta-Palm d'Aelders, que residia a París i va participar al Cercle Social que va fundar el primer club polític que va admetre dones, la Confederació d'Amics de la Veritat. Va participar en campanyes a favor del divorci, ja que considerava que el matrimoni indissoluble treia la llibertat de les dones i la necessitat de la influència de la dona en un govern lliure, de manera que la dona fos treta de la seva posició inferior per convertir-se en la companya voluntària de l'home i no en la seva esclava. Va intentar crear una societat que oferís aprenentatge a noies necessitades, però no va tenir gaire suport i va utilitzar els diners que recaptava per a l'educació de tres nenes.

### LaDeclaració dels Drets de la Dona i de la Ciutadana
Aquest document escrit per Olympe de Gouges el 1791 contenia un preàmbul en el qual explicava les seves motivacions: que les dones fossin incloses en el debat polític i que es respectessin els seus drets, a més d'una llista de disset articles que contenen aquests drets. Olympe de Gouges va escriure el document per tal de sensibilitzar els líders revolucionaris sobre la causa de la inclusió de les dones en el principi d'igualtat que proclamava la revolució.
L'apel·lació no va ser acceptada per les autoritats revolucionàries de l'època, ja que la feminista no estava associada a cap cercle polític important, i dos anys després, Olympe de Gouges va ser condemnada a mort per haver criticat la condemna de Lluís XVI i donar suport als girondins (l'ala més conservadora de la revolució).

### El divorci
La introducció del divorci era un desig tant d'homes com de dones en aquell moment. La Declaració dels drets de l'home i del ciutadà va polititzar la qüestió del matrimoni, que es va plantejar a la llum de la llibertat, i l'article set de la Constitució de 1791 va transformar el matrimoni en un contracte civil que es podia canviar com qualsevol altre. Es va establir que tant homes com dones podien presentar-se al divorci en el cas de:
1. La bogeria d'un dels cònjuges;
2. Sentència a penes angoixants o infames;
3. Crims, delictes o injúries greus d'un contra l'altre;
4. Notòria interrupció de costums;
5. Abandonar la llar matrimonial almenys dos anys;
6. Absència de la llar, sense notícies, durant cinc anys;
7. Emigració.

En aquests casos, el divorci es concedia immediatament, però també es podia adquirir si havia un acord mutu entre les parts implicades. Tot i això, els drets després del divorci no eren iguals, ja que un home es podia casar immediatament després de separar-se, però una dona havia d'esperar almenys 10 mesos per tornar a casar-se.

### Els drets civils
El dret revolucionari tractava la dona com algú legalment capaç, qui podia dur a terme qualsevol acte o contracte sense l'autorització del marit. El dret de primogenitura i els drets de masculinitat van ser abolits el 1790, augmentant l'autonomia de les filles que ara podrien gaudir de la seva majoria d'edat. Les noves lleis sobre igualtat d'herència van fer que tots els fills i filles fossin hereus dels seus pares i els poders paterns sobre els seus fills acabessin quan el jove complia vint-i-un anys, que era la majoria d'edat fixada en aquella època. A partir d'aquesta edat, totes les noies i nois podien casar-se sense l'autorització del pare.

### La ciutadania política
Des de l'Antic Règim, França va negar a les dones cap tipus de ciutadania política, sent considerada subordinada a l'autoritat del seu marit. Es va evitar que les dones poguessin votar, ocupar cap càrrec polític i, més tard, a la França revolucionària, de pertànyer a la Guàrdia Nacional. En el moment de la Convenció Nacional (1792-1795), es va pressionar als diputats per decidir el tema de la ciutadania de les dones i es va decidir, el 1793, que es continuaria negant la seva ciutadania, perquè, per a ells, les dones no tenien la mateixa força física i moral que els homes per poder exercir els seus drets polítics. Les dones de l'època es van sentir frustrades amb la decisió i van afirmar que els electors violaven el principi d'igualtat en excloure, segons les seves paraules, «la meitat de l'espècie humana de la vida política».
És cert que la majoria de les dones franceses, així com els homes, van veure amb menyspreu la participació de les dones en la política i, per tant, aquestes dones van decidir adoptar el camí de la «maternitat cívica» com a manera de demostrar el seu patriotisme. La devoció total per l'infant i la preocupació per la seva educació, es va convertir en un símbol de bona conducta i civilització, perquè les patriotes haurien de diferenciar-se d'alguna manera de la inutilitat i l'egoisme de les dones de l'Antic Règim. Segons els revolucionaris, els homes haurien de fer lleis i dones els costums i la moral del nou home, per a una bona educació dels seus fills.

## La participació femenina a la Revolució francesa
Hi ha la impressió que la Revolució Francesa va ser duta a terme gairebé exclusivament per homes. Només hi ha dos personatges que apareixen freqüentment a les narracions: Marie-Anne Charlotte Corday d'Armont, que va assassinar al polític jacobí Jean-Paul Marat el 1793, i la reina Maria Antonieta, una de les més grans personalitats de la Revolució, que també va ser guillotinada el 1793. Malgrat l'esforç per mantenir les dones a casa, es pot observar la participació femenina des del començament del procés revolucionari, tot i que no és tan gran com la dels homes. Quan la Revolució va començar, algunes dones van actuar amb força, utilitzant el clima polític volàtil, per afirmar les seves actituds.
Malgrat que les dones van ser víctimes de la fam, la inflació i del desordre fiscal, sempre van participar en diverses revoltes i protestes a tota França, sorprenent a la societat en el seu moment pel seu interès en aquests temes i per utilitzar la política present a la Declaració dels Drets de l'Home i del Ciutadà en el seu discurs com a arma moral i política. Van jurar juraments de lleialtat, «declaracions solemnes de lleialtat patriòtica, i afirmacions de les responsabilitats polítiques de ciutadania». De Corday d'Armont és un exemple primordial; simpatitzant amb la facció política revolucionària dels girondins, va assassinar el líder jacobí, Jean-Paul Marat. Al llarg de la Revolució, altres dones com Pauline Léon i la seva Societat de les Republicanes Revolucionàries van donar suport als radicals jacobins, van realitzar manifestacions a l'Assemblea Nacional i van participar en els disturbis, sovint amb força armada. Quan el rei va convocar els Estats Generals (1788), van estar presents lluitant i mobilitzant la població perquè es poguessin escollir bons representants per a l'Assemblea Nacional Constituent. Tot i que no van ser elegides, moltes dones van ser presents a les galeries per observar el transcurs de les discussions, sempre aplaudint els diputats o fer rebombori. La pressió que van exercir va ser tan gran que, el 1793, a les dones se’ls va prohibir assistir a les sessions del parlament, però van seguir seguint les decisions preses en els espais de sociabilitat que utilitzaven bona part de la població, com les cues de pa, mercats, cafeteries, salons i premsa.
Les més compromeses es caracteritzaven per ser militants i formaven part de societats o clubs polítics. Les dones que van donar suport a la Revolució necessitaven constantment trencar amb la imatge de l'egoisme, la vanitat i la futilitat que s'associava a les dones per formar part de l'ordre social, perquè en aquesta societat que va sorgir i aspirava a la virtut, els defectes atribuïts a aristòcrates i la reina Maria Antonieta van embrutar la imatge de les dones en conjunt.
Les noies de la burgesia també participaven a la seva manera, normalment des de casa seva, però sense por de mostrar coratge i determinació. La seva motivació era principalment defensar els seus éssers estimats que havien estat empresonats o perjudicats d'alguna manera, i per això buscaven utilitzar el llenguatge polític de l'època en els seus arguments. Aquestes dones també solien participar en clubs de dones que es dedicaven a ajudar els pobres que es repartien per diverses províncies a França; aquests clubs les van permetre adquirir més interès per la vida política i van proporcionar un entorn femení per discutir les decisions preses per l'Assemblea Nacional.
Les dones que estaven en contra de la Revolució, o no van acceptar cap decisió i es van pronunciar, van ser reprimides violentament, incloses les religioses que vivien en convents. Era habitual la pallissa pública per silenciar una dona, i moltes de les que van dur a terme algun tipus d'acció contrarevolucionària van acabar sent arrestades o guilotinades.

### L'activisme feminista
La Marxa de les dones sobre Versalles no és sinó un exemple d'activisme militant feminista durant la Revolució Francesa. Tot i que, en gran manera, eren apartades de l'augment dels drets de la ciutadania (ja que la qüestió es deixava indeterminada a la Declaració dels Drets de l'Home i del Ciutadà), activistes com Pauline Léon i Théroigne de Méricourt van lluitar per la plena ciutadania de les dones. No obstant això, a les dones li eren «negades els drets polítics de la ciutadania activa (1791) i la ciutadania democràtica (1793)».
El 6 de març de 1792, Pauline Léon va presentar una petició signada per 319 dones a l'Assemblea Nacional que demanava permís per formar una Guardià nacional femenina per defensar París en cas d'invasió militar. Léon va demanar que es concedís permís a les dones per armar-se amb piques, pistoles, sabres i fusells, així com el privilegi de formar part de les Guàrdies franceses. La seva sol·licitud va ser denegada. Més tard, el 1792, Théroigne de Méricourt va fer una crida a la creació de «legions d'amazones» per tal de protegir la revolució. Com a part de la seva crida, va afirmar que el dret a pertànyer a dur armes convertiria les dones en ciutadanes.

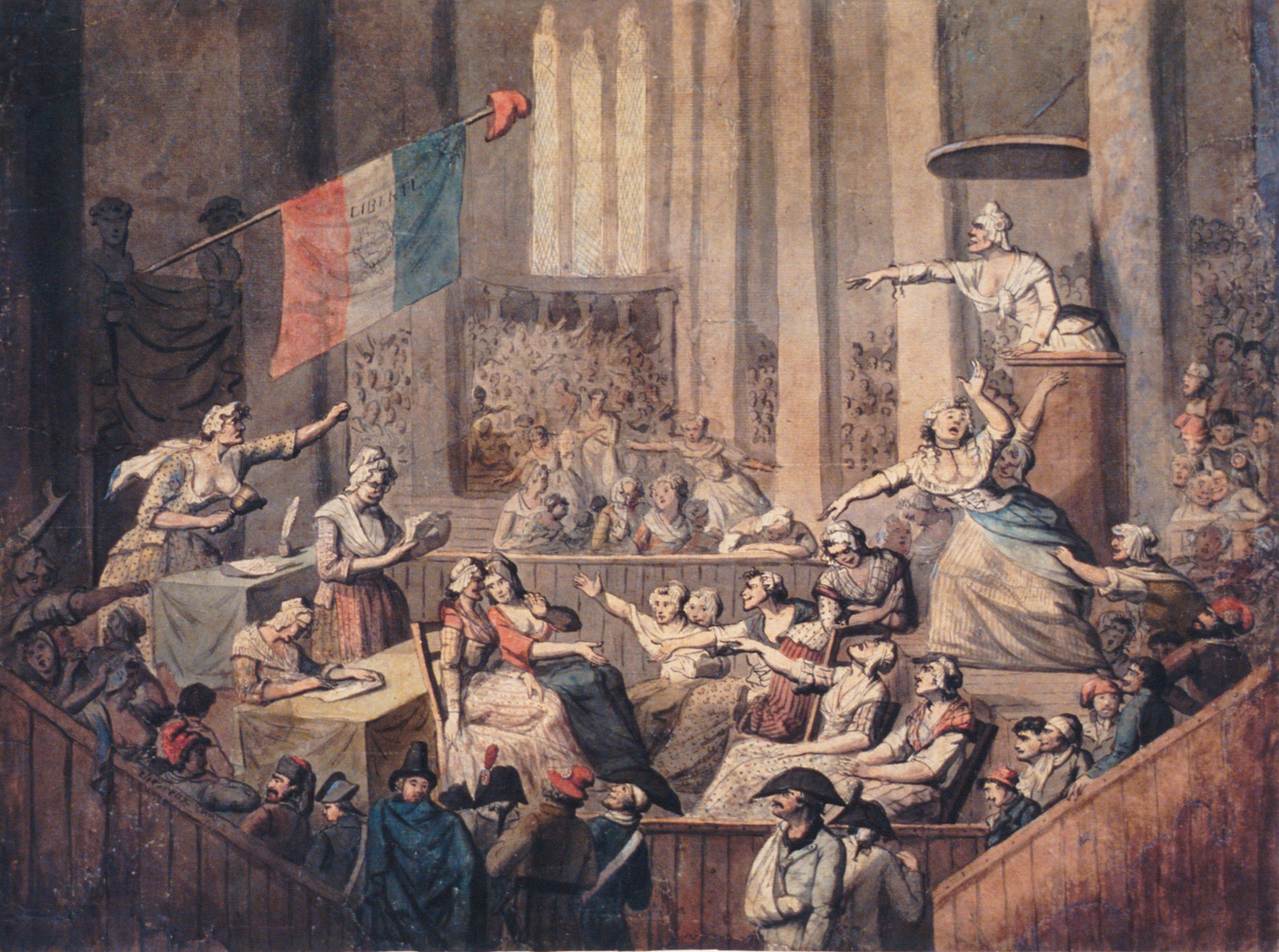
Caricatura d'un club de dones patriotes en una església
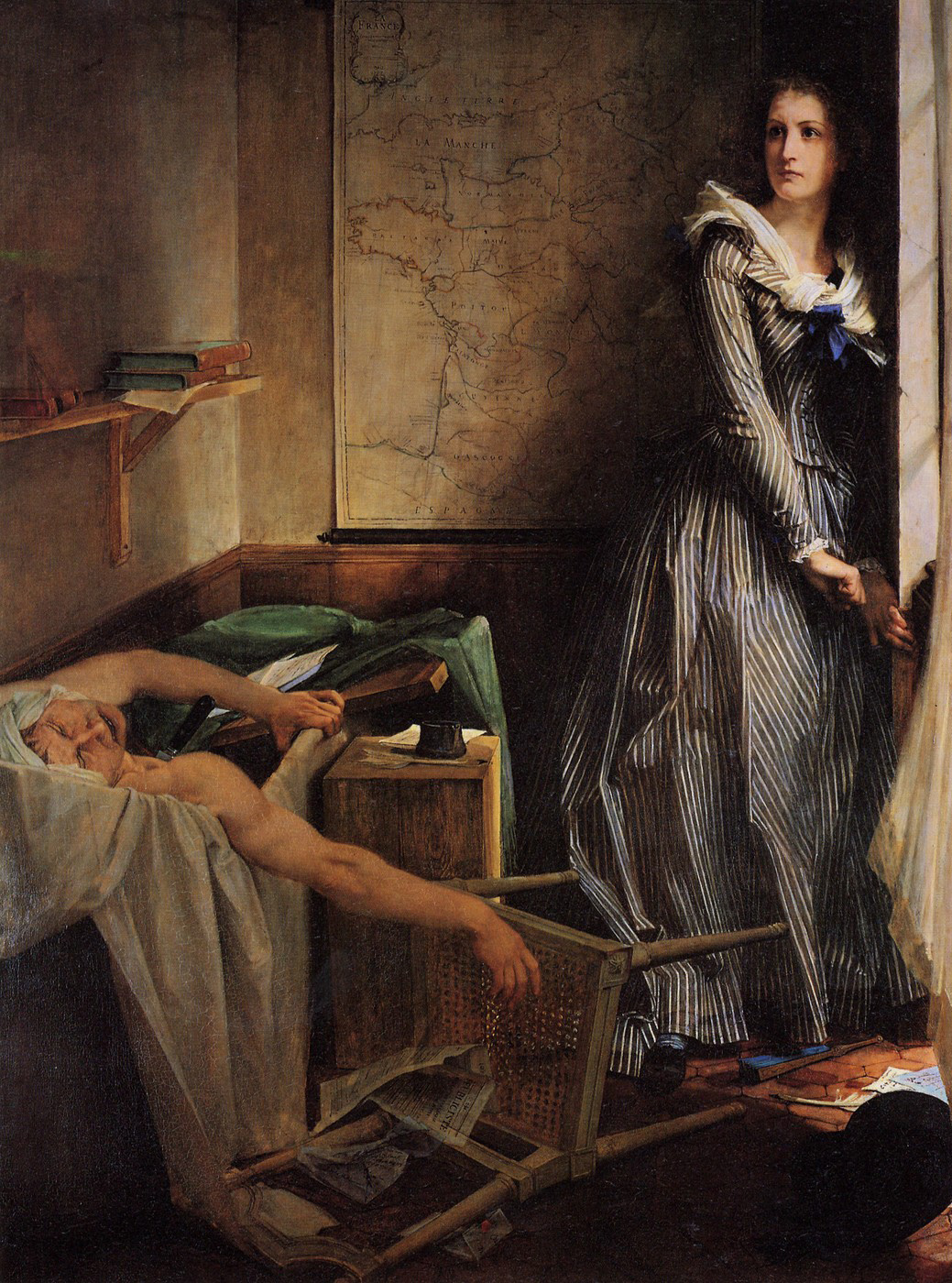
Charlotte Corday, de Paul Jacques Aimé Baudry, (1860). Durant el Segon Imperi, Marat va ser vist com un monstre revolucionari i Corday com una heroïna de França
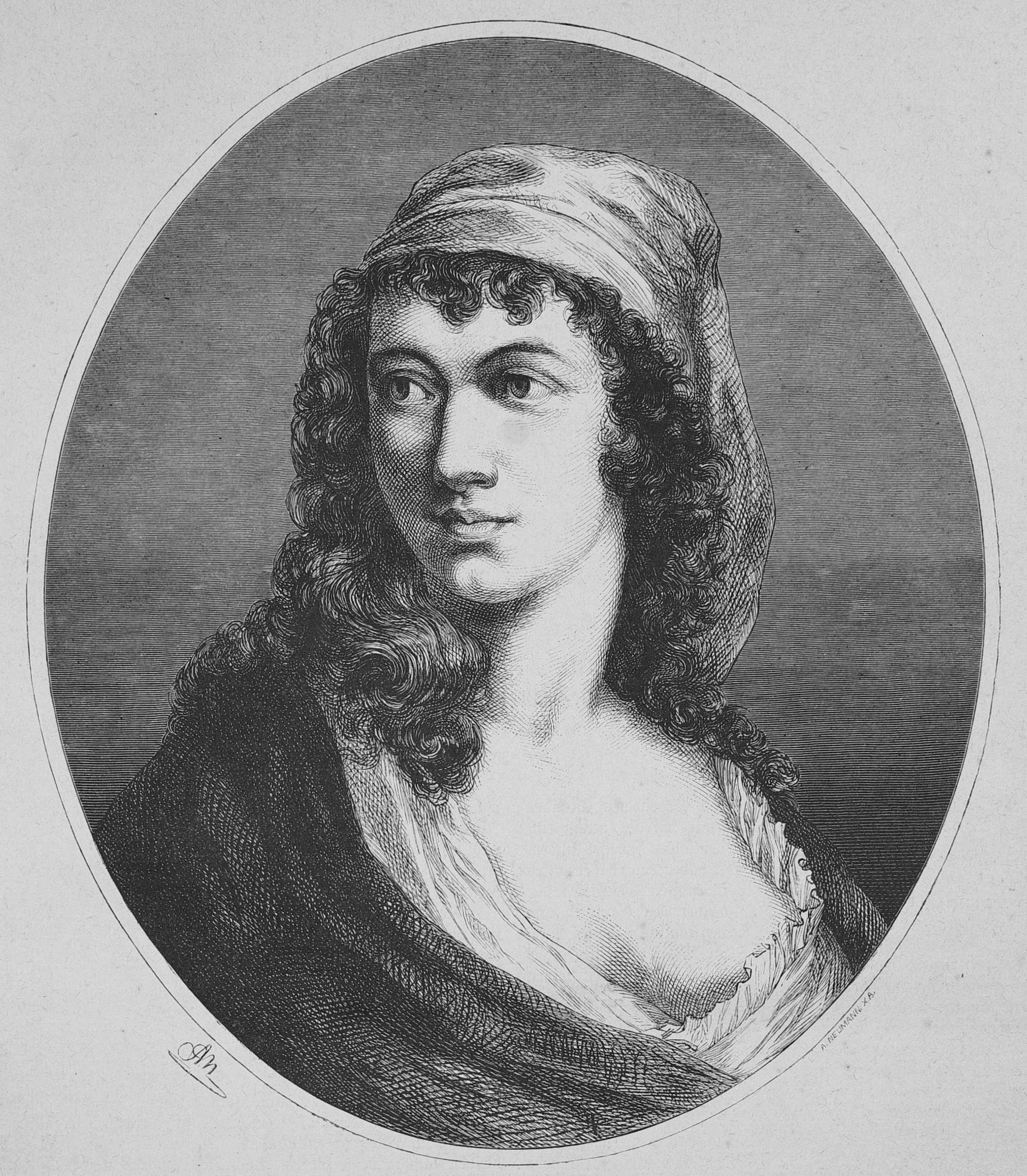
Anne-Josèphe Théroigne de Méricourt va ser una activista feminista que va tenir un paper important en la Revolució francesa

El 20 de juny de 1792, diverses dones armades van participar en una processó que «va passar per les sales de l'Assemblea Legislativa, al Jardí de les Teuleries, i després a través de la residència del rei». Les dones militants també van assumir un paper especial en el funeral de Marat, després del seu assassinat el 13 de juliol de 1793. Com a part de la processó funerària, van portar la banyera en la qual havia estat assassinat Marat i una camisa tacada amb la sang de Marat.
L'activisme feminista militant més radical va ser practicat per la Societat de les Republicanes Revolucionàries (Société des républicaines révolutionnaires), que va ser fundada per Pauline Léon i la seva col·lega Claire Lacombe el 10 de maig de 1793. L'objectiu del club era «deliberar sobre els mitjans per frustrar els projectes del enemics de la República». Fins a 180 dones van assistir a les reunions de la societat. D'especial interès per a la societat era «combatre l'acaparament [de gra i altres productes bàsics] i la inflació». El 20 de maig de 1793, les dones estaven al capdavant d'una multitud que demanava «pa i la Constitució de 1793». Quan els seus crits van passar desapercebuts, les dones van «saquejar botigues, agafar gra i segrestar funcionaris». La Societat va exigir una llei el 1793 que obligés a totes les dones a usar l'escarapel·la tricolor per demostrar la seva lleialtat a la República. També van repetir les seves demandes de controls de preus en alça per evitar que el pa, el menjar principal de la gent pobra, arribés a ser massa car. Després que la Convenció aprovés la Llei de l'escaparel·la el setembre de 1793, les dones republicanes revolucionàries van exigir una aplicació immediata, però van ser contrarestades per dones del mercat, antigues serventes i dones religioses que es van oposar contràriament als controls de preus (que les expulsarien dels negocis) i estaven ressentides contra els atacs contra l'aristocràcia i la religió. Van dir que «Només les putes i les dones jacobines porten escaparel·les». Va haver-hi baralles als carrers entre les dues faccions de dones.
Mentrestant, els homes jacobins rebutjaven les dones republicanes revolucionàries per ser «incitadores perilloses». En aquest moment els jacobins controlaven el govern; van dissoldre la Societat de les Republicanes Revolucionàries i van decretar que tots els clubs i associacions de dones eren il·legals. Ells recordaven severament que les dones es quedessin a casa i tinguessin cura de les seves famílies, deixant els afers públics als homes. Les dones van ser apartades definitivament de la Revolució Francesa després del 30 d'octubre de 1793, i van quedar relegades a l'àmbit domèstic i a la maternitat.
La majoria de les dones activistes van ser castigades públicament per la seva militància. El tipus de càstig rebut durant la Revolució incloïa la denúncia pública, l'arrest, l'execució o l'exili. Théroigne de Méricourt va ser rebutjada públicament i després va passar la resta de la seva vida condemnat a un asil insalubre. Pauline Léon i Claire Lacombe van ser arrestades, després alliberades i van ser ridiculitzades pel seu activisme. Moltes de les dones de la Revolució van ser fins i tot executades públicament per «conspirar contra la unitat i la indivisibilitat de la República».

### La lluita armada

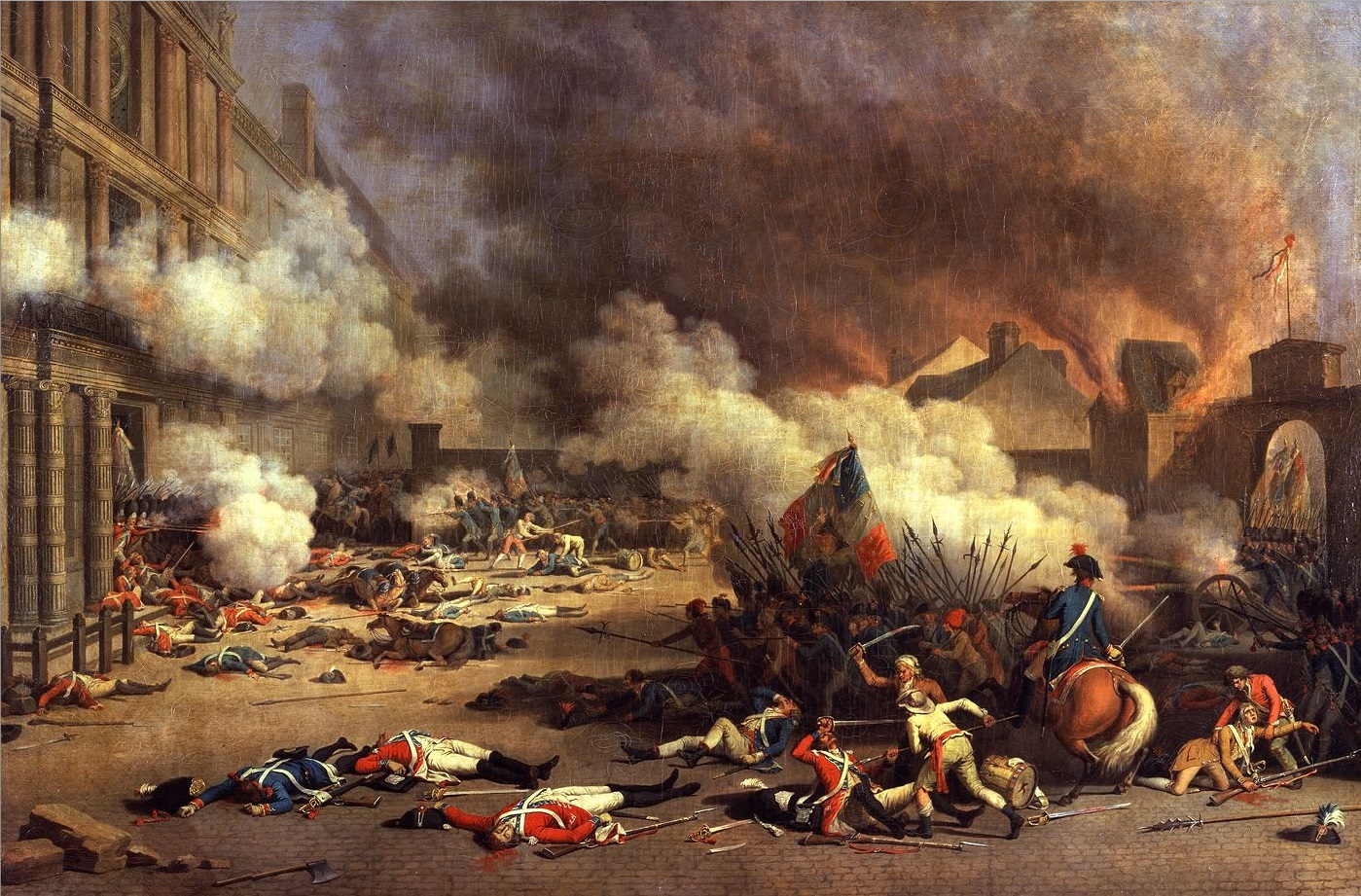
Presa del Palau de les Teuleries. Jacques Bertaux, oli sobre tela, 1793

Les dones es consideraven capaces d'assumir totes les responsabilitats de la ciutadania i, malgrat els intents fallits de les militants de participar en milícies revolucionàries, algunes d'elles es van unir als combatents disfressades d'homes i acompanyades dels seus marits, pares o germans. Les dones van estat presents al camp de batalla des de la presa de la Bastilla, ajudant segons els seus mitjans.
Amb permís o sense permís, les militants van participar en una sèrie de processons armades d'abril a juny de 1792, participant en tots els trastorns que van provocar la caiguda de la monarquia i la instauració de la República. Prenent consciència del valor de la participació de les dones en el moviment popular, la Comuna de París va homenatjar públicament les militants i va fer-les servir com a símbol de ciutadania femenina. El juliol de 1792, van participar en la presa del Palau de les Teuleries i a l'agost van participar en una batalla que va tenir lloc allà, i segons alguns relats es van veure algunes dones agafant els rifles dels guàrdies suïssos del rei.

### La Marxa de les dones sobre Versailles

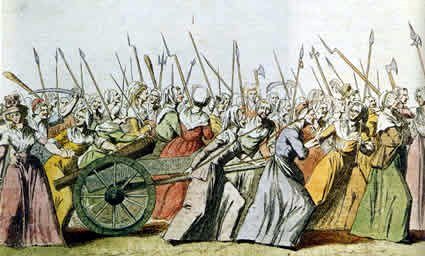
La Marxa de les dones sobre Versailles

La Gran Marxa sobre Versalles és la primera gran intervenció femenina a la Revolució i va suposar el començament d'una participació més expressiva de les dones en l'escenari revolucionari. Aquesta intervenció no va sortir del no-res, ja que la tradició de la intervenció femenina en casos de manca d'aliments ja era vella, on les dones comerciants i treballadores feien pressions parlant directament amb el rei o manifestacions als carrers. Aquesta tradició és la base de la consciència política de les dones del poble i del recurs amb què van participar en les protestes i amb les quals van reivindicar els seus interessos.
L'agost de 1789, diversos grups de dones van començar a anar cap a Versalles per queixar-se de l'escassetat de pa a París. Aquests grups estaves acompanyats de la Guàrdia Nacional, que diferenciava aquesta demostració de les altres, ja que proporcionava suport militar per a les reclamacions. A París, la gent vivia en la misèria per la manca d'aliments, els preus elevats i també la manca de feina, que afectava principalment les dones que solien treballar com a criades domèstiques de famílies aristocràtiques, ja que fugien de la ciutat. Per això, van començar a protestar en processons i marxes gairebé diàriament. Al setembre es va fer una gran marxa ala dia d'Acció de Gràcies a Sant Genoveva, on van participar set-centes dones amb els seus companys de treball i membres de la Guàrdia, totes armades i portant una Bastilla de fusta, símbol de la victòria del poble sobre la tirania, que també va representar que la marxa no era només de caràcter religiós. Aquests moviments d'agost i setembre eren només un exemple del que havia de venir.
El 5 d'octubre de 1789, motivades per la manca de pa i les infraccions contra la Revolució comesos per oficials del Regiment de Flandes, set mil dones de tot París es van reunir a l'Hôtel de Ville i, amb l'ajuda d'homes armats amb piques, tridents i llances, van saquejar la sala d'armes i van agafar totes les armes. La Guàrdia Nacional va oferir la seva protecció armada a aquestes dones i junts van anar a Versalles amb l'objectiu de portar el rei per la força a París, per tal de treure'l de la «mala influència» de la reina Maria Antonieta i la Cort, i aconseguir que aprovés les mesures decidides per l'Assemblea Nacional. Van ser rebudes a Versalles als crits de «Visca les nostres parisenques!» Les manifestants es van queixar que els homes mancaven de força, que eren covards i que els tràmits no resolien la manca d'aliments. Van ocupar les galeries, van interrompre els debats i van fer pressió als diputats, van deixar clar que no es deixaran enganyar per falses promeses.
Les opinions sobre la Marxa difereixen. Els conservadors i els moderats ho van condemnar, dient que es tractava d'un moviment planificat pels polítics i el duc d'Orléans, que volien ocupar el lloc de Lluís XVI i no pas d'un moviment espontani per part de les dones. Principalment criticaven la conducta d'aquelles dones i van qualificar la gent que escortava el rei a París com a insolent i inapropiada. (MORIN, 63-64) Els membres més radicals de la revolució, per la seva banda, van elogiar les «heroïnes de Versalles» i les van atribuir una connotació mística i idealitzada, com es simbolitza a la imatge de la família reial guiada a París per la deessa de la Llibertat.

### Dones escriptores
Mentre que algunes dones van triar un camí militant (i sovint violent), d'altres van optar per influir en els esdeveniments mitjançant l'escriptura, publicacions i reunions.
Olympe de Gouges va escriure diverses obres de teatre, narracions breus i novel·les. Les seves publicacions van emfatitzar que les dones i els homes són diferents, però això no la va aturar pel que fa a la igualtat segons la llei. A la seva Declaració dels Drets de la Dona i de la Ciutadana va insistir que les dones es mereixien drets, especialment en àmbits que els afecten directament, com ara el divorci i el reconeixement de fills il·legítims. De Gouges també va expressar punts de vista polítics de no-gènere; fins i tot abans de l'inici del Terror, Olympe de Gouges es va dirigir a Robespierre amb el pseudònim «Polyme» descrivint-lo com «la infàmia i vergonya de la Revolució». Va advertir de l'extremisme de la Revolució dient que els líders «preparaven nous grillons si [la llibertat del poble francès] desapareixia». Va afirmar que estava disposada a sacrificar-se saltant al Sena si Robespierre s'unia a ella; de Gouges va intentar desesperadament captar l'atenció de la ciutadania francesa i alertar-los dels perills que comportava Robespierre. A més d'aquests atrevits escrits, la defensa del rei va ser un dels factors que van conduir a la seva execució. Va ser una figura influent; un dels seus suggeriments a principis de la Revolució, tenir un impost voluntari i patriòtic, va ser adpotat el 1789 per la Convenció Nacional.

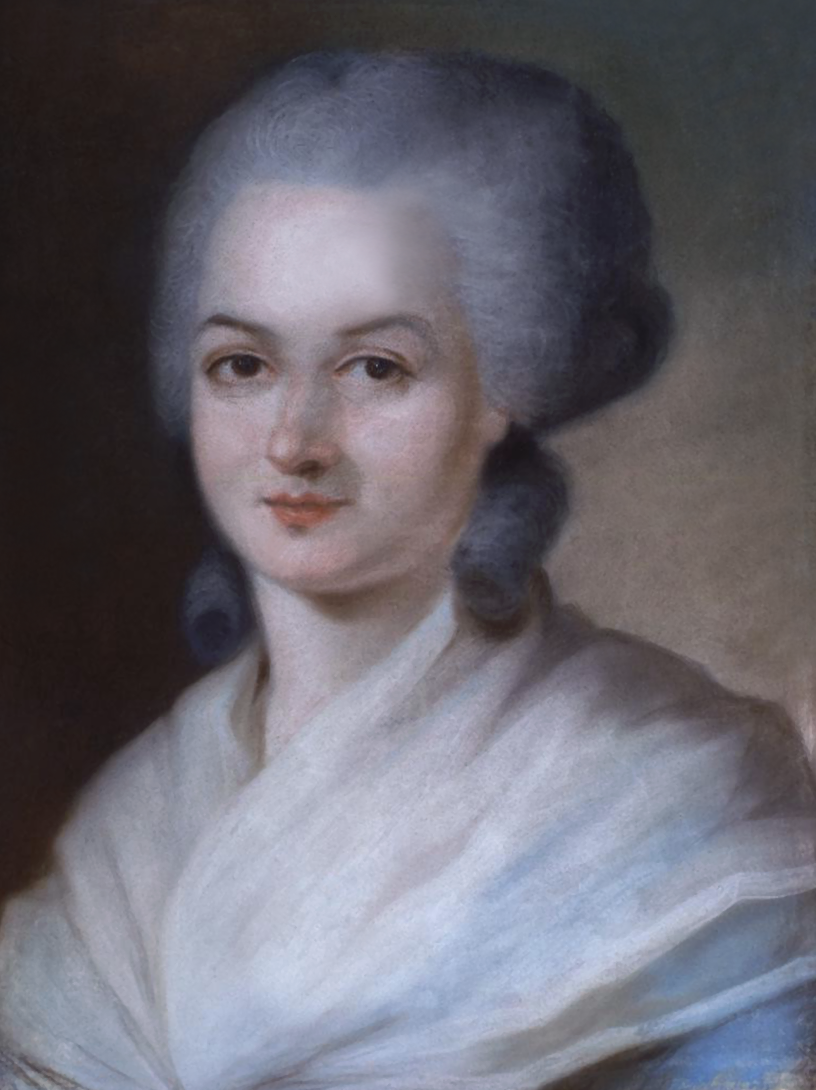
Olympe de Gouges va ser l'autora de la Declaració dels Drets de la Dona i de la Ciutadana el 1791
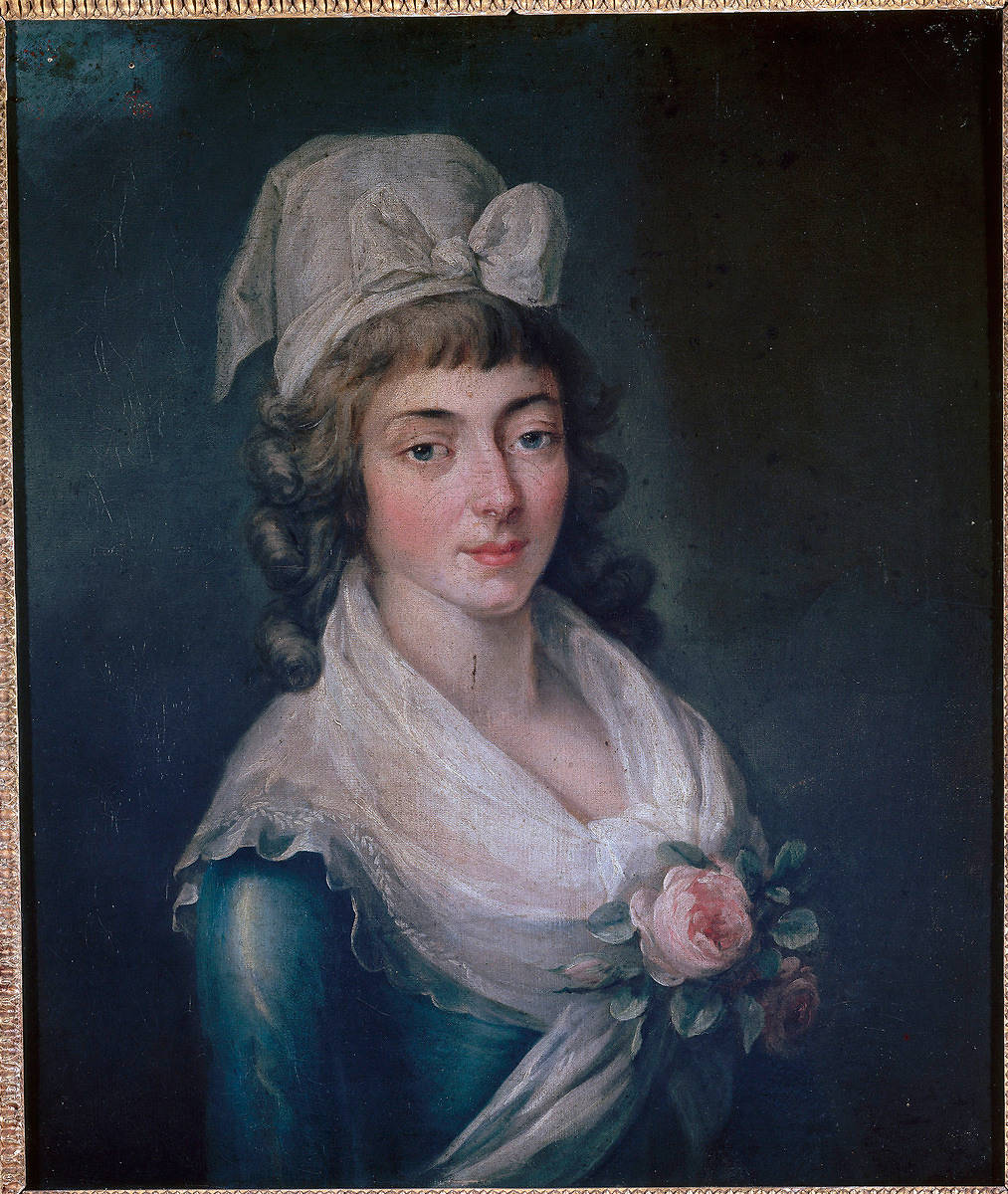
Madame Roland va ser una activista important
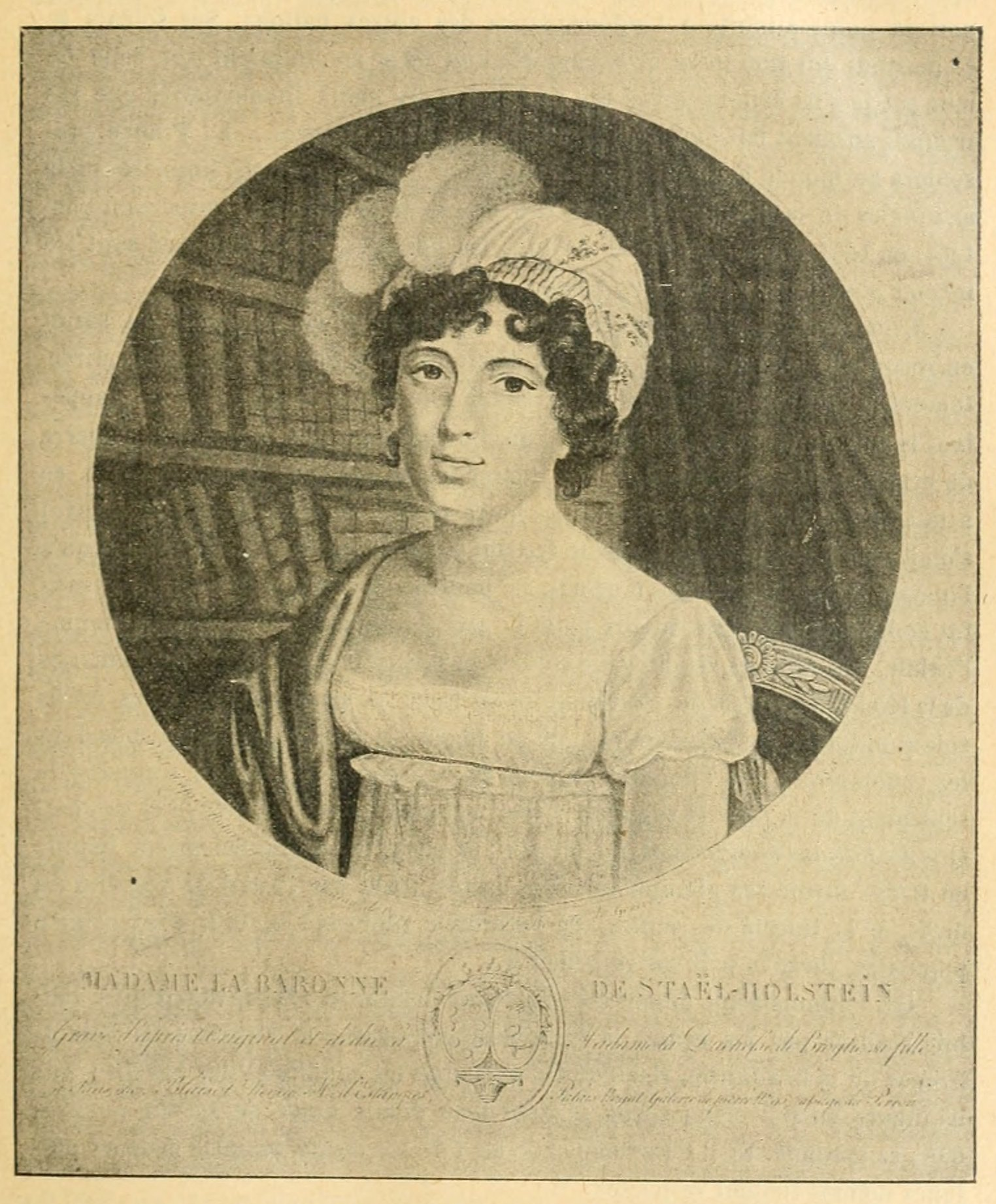
Madame de Staël, una de les activistes i comentaristes més sofisticades de la Revolució

Madame Roland (també coneguda com a Manon o Marie Roland) va ser una altra activista important. El seu enfocament polític no estava específicament en les dones ni en el seu alliberament. Es va centrar en altres aspectes del govern, però va ser feminista pel fet de ser una dona que treballava per influir en el món. Les seves cartes personals als líders de la Revolució van influir en la política; a més, sovint acollia reunions polítiques dels Brissotins. Mentre estava limitada pel seu gènere, Madame Roland es va assumir a si mateixa per difondre la ideologia revolucionària i difondre els esdeveniments, així com per ajudar a formular les polítiques dels seus aliats polítics. Incapaç d'escriure directament polítiques o de transmetre-les al govern, Roland va influir en els seus aliats polítics i va promoure així la seva agenda política. Roland va atribuir la manca d'educació de les dones a la visió pública que les dones eren massa febles o vanitoses per implicar-se en els complicats afers de la política. Creia que era aquesta educació inferior la que els convertia en persones insensateses, però les dones «podrien concentrar-se fàcilment i solidificar-se en objectes de gran importància» si se les donava l'oportunitat. Quan la van conduir al cadafal, Madame Roland va cridar «O llibertat! Quins delictes es cometen en el vostre nom!» Testimonis de la seva vida i mort, editors i lectors van ajudar a acabar els seus escrits i es van publicar diverses edicions a títol pòstum. Si bé no es va centrar en la política de gènere en els seus escrits, al prendre un paper actiu en el temps tumultuós de la Revolució, Roland va prendre posicions per a les dones de l'època i va demostrar que podia tenir un paper actiu intel·ligent en la política.
Tot i que les dones no van obtenir el dret a votar arran de la Revolució, encara van ampliar molt la seva participació i participació política en el govern. Van establir precedents per a generacions de feministes. Un dels principals exemples d'influència femenina duradora d'aquella època va ser Madame de Staël (1766-1817), que va presenciar els tumultuosos esdeveniments, hi va participar i els va comentar.

### Dones contrarevolucionàries

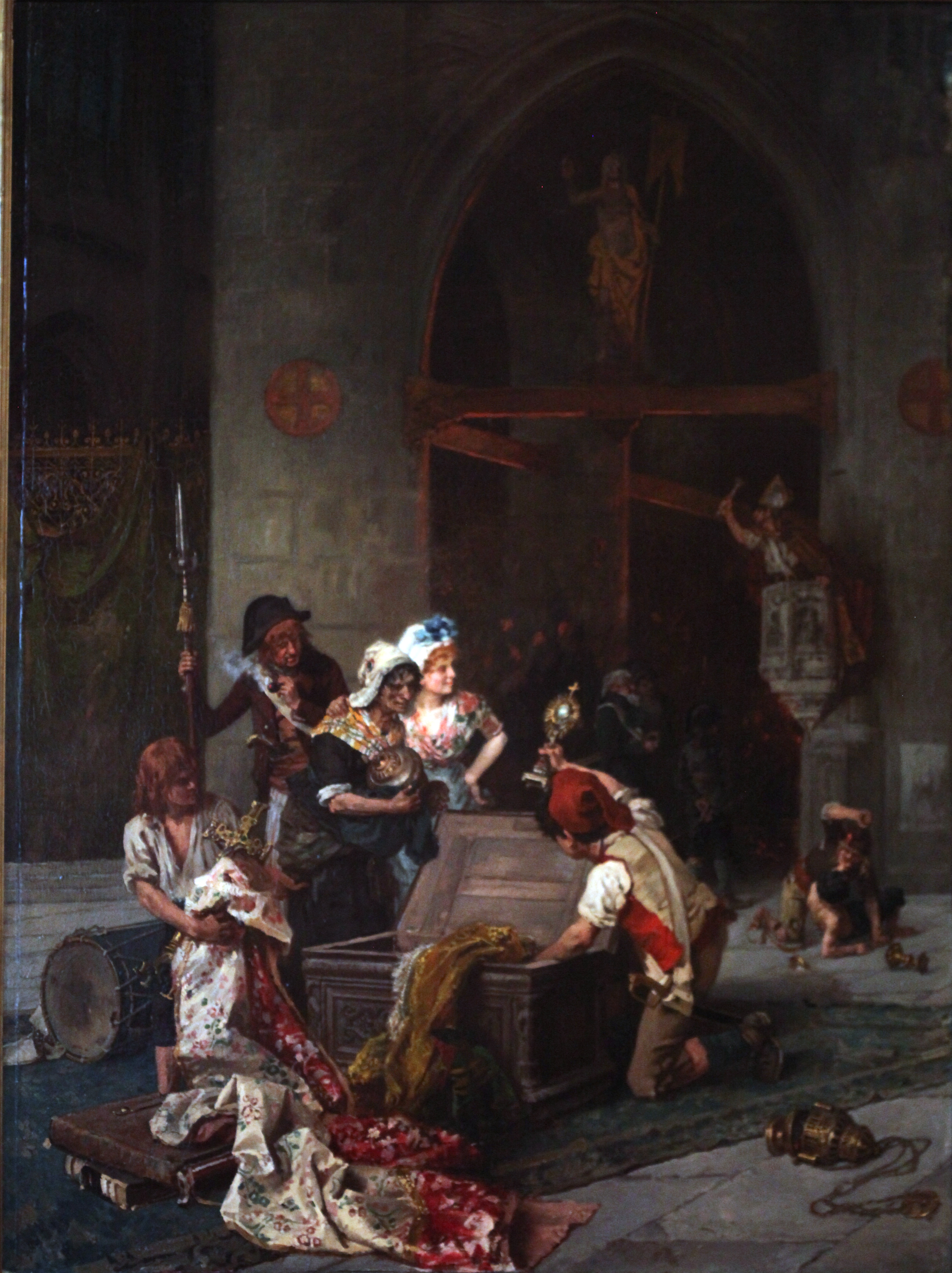
Saqueig d'una església el 1793. Oli sobre tela de Victor Henri Juglar, c. 1885. Museu de la Revolució Francesa

Un aspecte important de la Revolució Francesa va ser el moviment de descristianització, moviment amb el qual molta gent comuna no estava d'acord. Especialment per a les dones que viuen a les zones rurals de França, la desaparició de l'Església catòlica va significar una pèrdua de normalitat. Per exemple, la sonada de les campanes de l'església ressonant per la ciutat cridava a la gent per anar a missa i era un símbol d'unitat per a la comunitat. Amb l'aparició de la campanya de descristianització, la República va fer callar aquestes campanes i va intentar callar alhora el fervor religiós de la majoria catòlica de la població.
Quan es van implementar aquests canvis revolucionaris a l'Església, va generar un moviment contrarevolucionari, especialment entre les dones. Tot i que algunes d'aquestes dones van abraçar les esmenes polítiques i socials de la Revolució, es van oposar a la dissolució de l'Església catòlica i a la formació de cultes revolucionaris com el «Culte de la Raó i de l'Ésser suprem» defensat per Robespierre. Tal com argumenta l'historiador britànic Olwen Hufton, aquestes dones van començar a veure-se com les «defensores de la fe». Es van dedicar a protegir l'Església del que veien com un canvi herètic a la seva fe, aplicat pels revolucionaris.
Les dones contrarevolucionàries van resistir el que veien com «intrusisme de l'Estat» en les seves vides. Econòmicament, moltes dones camperoles es negaven a vendre els seus béns per assignats perquè aquesta forma de moneda era inestable i tenia el suport de la venda de la propietat confiscada de l'Església. Amb molta diferència, el tema més important per a les dones contrarevolucionàries va ser el pas i l'aplicació de la Constitució Civil del Clergat el 1790. En resposta a aquesta mesura, les dones en moltes zones van començar a circular pamflets contra el jurament i es van negar a assistir a misses celebrades per sacerdots que havien fet juraments de lleialtat a la República. Això va disminuir la influència social i política dels sacerdots jurats perquè presidien congregacions més petites i les dones contrarevolucionàries no els buscaven per realitzar batejos, matrimonis o confessions. En lloc d'això, amagaven els sacerdots no-jurats en secret i assistien a misses tradicionals clandestines. Aquestes dones van continuar atenent-se a pràctiques tradicionals com els enterraments cristians i anomenar els seus fills amb noms de sants malgrat que els decrets revolucionaris deien el contrari.
Aquesta va ser una resistència decidida contra la Constitució Civil del Clergat i a les campanyes de descristianització que van tenir un paper important en la reaparició de l'Església catòlica com a institució social destacada. Olwen Hufton assenyala sobre les dones contrarevolucionàries: «perquè és el seu compromís amb la seva religió la que determina en el període post-Termidorià la reaparició de l'Església catòlica ...». Tot i que van lluitar, aquestes dones es van reivindicar en la seva voluntat de restaurar l'Església i, per tant, també per restablir la vida tradicional familiar i l'estabilitat social. Això es va veure al Concordat del 1801, que va restablir formalment l'Església catòlica a França. Aquest acte va sorgir després d'anys d'intents de descristianització o religió controlada per l'Estat, que van ser frustrats en part a causa de la resistència de les dones contrarevolucionàries religioses devotes.

## Dones de l'època de la Revolució francesa
- Adelaida de Souza
- Adrienne Catherine de Noailles
- Adrienne de La Fayette
- Anna Lühring
- Anne Claude Louise d'Arpajon
- Béatrix de Choiseul-Stainville
- Catherine Théot
- Cécile Renault
- Céleste Bulkeley
- Charlotte Atkyns
- Charlotte Corday
- Claire Lacombe
- Clémence Robert
- Clotilde-Suzanne Courcelles de Labrousse
- Éléonore Duplay
- Eleonore Prochaska
- Elisabet de França
- Élisabeth Vigée Le Brun
- Eliza de Feuillide
- Etta Palm d'Aelders
- Francesca Scanagatta
- Geneviève de Brunelle
- Geneviève d'Ossun
- Germanes Fernig
- Grace Elliott
- Henriette Anne Louise d'Aguesseau
- Henriette Lucy Dillon
- Johanna Sophia Kettner
- Johanna Stegen
- Lluïsa Maria Adelaida de Borbó
- Louise-Charlotte de Duras
- Louise-Félicité de Keralio
- Lucile Desmoulins
- Madame d'Oettlinger
- Madame Roland
- Madame de Staël
- Maria Amèlia de Borbó-Dues Sicílies
- Maria Antonieta d'Àustria
- Marguerite Rutan
- Marie-Anne Pierrette Paulze
- Marie-Charles du Chilleau
- Marie-Geneviève Meunier
- Marie-Jeanne du Barry
- Marie-Jeanne Schellinck
- Marie-Louise de La Tour d'Auvergne
- Marie-Louise O'Murphy
- Marie Marguerite Françoise Hébert
- Maria Lluïsa de Savoia, princesa de Lamballe
- Michelle de Bonneuil
- Pauline Léon
- Reine Audu
- Rosalie Filleul
- Rosalie Lamorlière
- Rose-Alexandrine Barreau
- Rozalia Lubomirska
- Sophie de Grouchy
- Teresa Cabarrús
- Thérèse Caval
- Thérèse de Moëlien